# The Death Dice
The Death Dice è un cortometraggio muto del 1915 diretto da Raoul Walsh, qui al suo dodicesimo film come regista.

## Produzione
Il film fu prodotto dalla Reliance Film Company

## Distribuzione
Distribuito dalla Mutual, il film - un cortometraggio in due bobine - uscì nelle sale statunitensi il 13 febbraio 1915.